# Newsha Tavakolian
Newsha Tavakolian (Teheran, 1981) is een Iraanse fotografe. Zij fotografeert voor vele bekende bladen en is aangesloten bij het fotocollectief Magnum Photos. Daarnaast heeft zij enkele boeken geschreven. Ze is getrouwd met de Nederlandse journalist Thomas Erdbrink.

## Biografie
Haar autodidactische carrière begon op 16-jarige leeftijd. Sinds de Iraanse studentenrellen in 1999 ging zij voor hervormingsgezinde kranten werken en breidde haar werkterrein uit naar het gehele Midden-Oosten. Als persfotograaf kwam zij vaak in gevaarlijke oorlogs- en crisisgebieden. Zo heeft ze een reportage gemaakt over vrouwelijke Koerdische strijders.
Foto's van Tavakolian zijn behalve in Iraanse media ook verschenen in onder meer National Geographic, The New York Times, Le Monde, Der Spiegel, NRC Handelsblad en Time Magazine.
Na de verkiezingen in 2009 werd haar het werk erg moeilijk gemaakt en zocht zij andere manieren om de dagelijkse werkelijkheid weer te geven. Als kunstzinnig fotografe richt zij zich sindsdien op de samenleving en in het bijzonder de positie van vrouwen. Kenmerkend is haar kritiek op de nationaal opgelegde religieuze moraal en haar aandacht voor de onzekerheden van de jeugd uit de middenklasse.
Regelmatig houdt zij bijeenkomsten in Teheran. Daarbij inspireert zij vooral vrouwelijke fotografen. Ze is medeoprichtster van het internationale collectief voor vrouwelijke fotojournalisten “EVE”, geïnspireerd op het "Rawiyah-collectief".
Het werk van Newsha Tavakolian is al veelvuldig tentoongesteld zoals in het Victoria & Albert Museum, Los Angeles County Museum of Art en het British Museum.
Na vier jaar kandidaat-lidmaatschap werd Tavakolian in 2019 volwaardig lid van Magnum. In hetzelfde jaar verbood de Iraanse regering haar om haar beroep in eigen land uit te oefenen, terwijl haar man Erdbrink zijn accreditatie verloor om als correspondent in Iran te werken.

## Prijzen
Op 2 december 2015 werd zij onderscheiden met de Prins Claus Prijs voor verdiensten op het gebied van cultuur en ontwikkeling.
Daarvoor had zij al meerdere andere internationale prijzen mogen ontvangen.